# Henryk Romiszowski

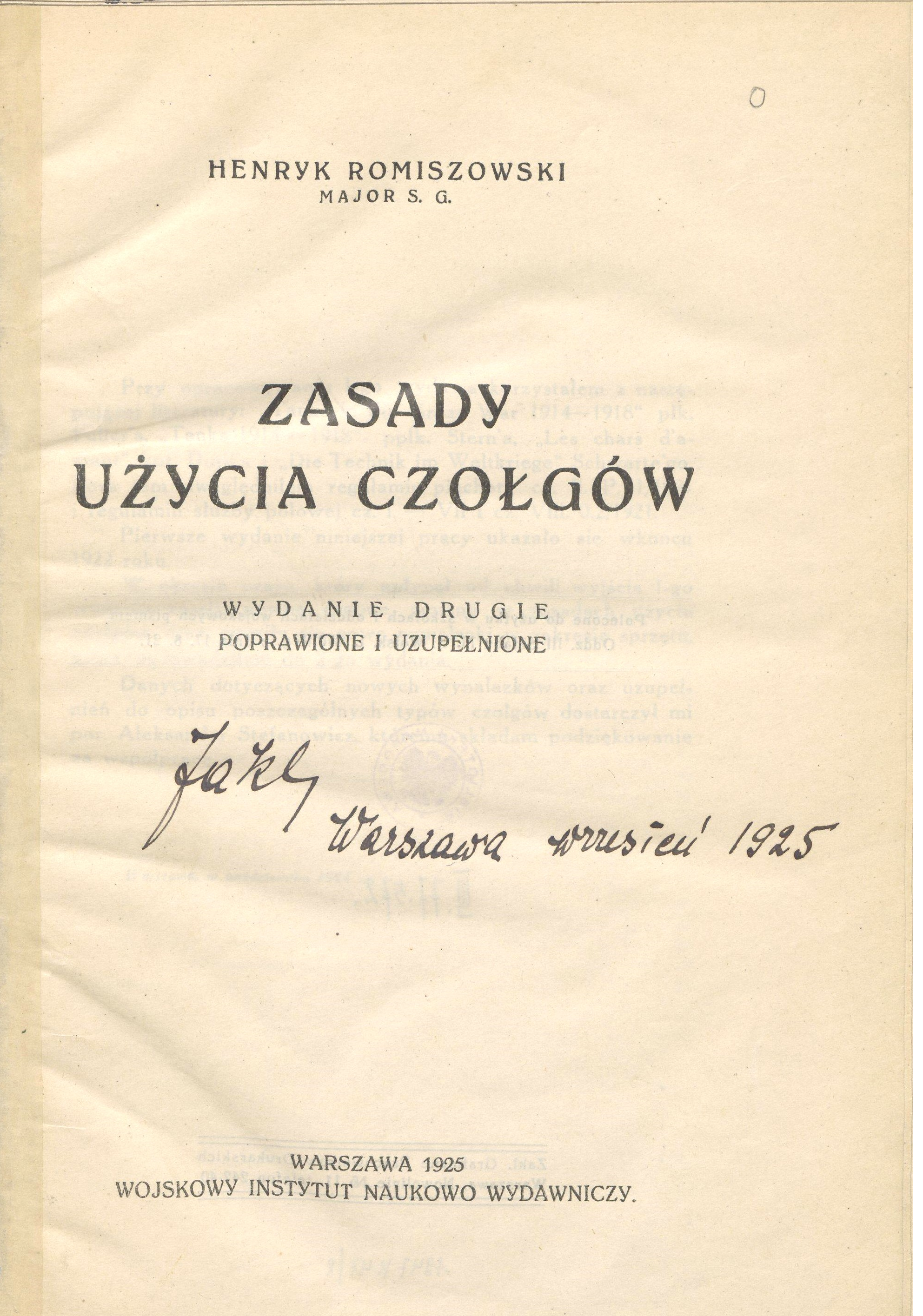
Zasady użycia czołgów H.Romiszowski

Henryk Romiszowski (ur. 14 lipca 1892, zm. 18 września 1939) - pułkownik dyplomowany, kawaler złotego krzyża Orderu Virtuti Militari nr 241.

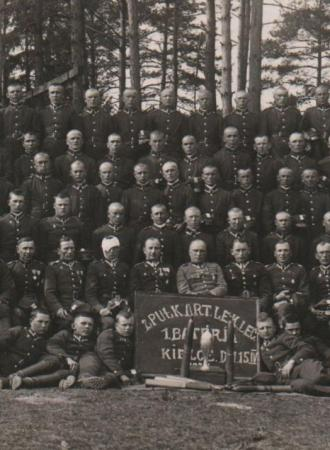
2. Pułk Artylerii Lekkiej Legionów, którym dowodził płk dypl. Henryk Romiszowski

Henryk Romiszowski walczył w 2 Warszawskiej Dywizji Piechoty, a od 1 września otrzymał przydział do Drugiej Dywizji Piechoty Legionów pod dowództwem płk dypl. Edwarda Dojan-Surówka (do 8 września) oraz płk dypl. Antoniego Staich (od 9 września). Był dowódcą 2. Pułku Artylerii Lekkiej Legionów, w skład którego wchodziło: 822 żołnierzy, w tym: 53 oficerów, 103 podoficerów, 666 szeregowych oraz 445 koni. Podstawowym uzbrojeniem były francuskie armaty 75 mm wz.1897 Schneider oraz austriackie haubice 100 mm wz.1914/19
Jest autorem książki "Zasady użycia czołgów" wydanej przez Wojskowy Instytut Wojskowo- Wydawniczy w 1922 r. oraz "Dowodzenie i walka broni połączonych" cz. 1 i 2 wydanej kolejno w 1925 r. oraz 1926 r.
Był słuchaczem III kursu Wojennej Szkoły Sztabu Generalnego w latach 1921-23 r.
Poległ 18 września 1939 r. w bitwie pod Modlinem. Pochowany na cmentarzu wojskowym na Powązkach
Odznaczony pośmiertnie złotym krzyżem Virtuti Militari ( nr 241) za bohaterską śmierć w walce pod Modlinem